# Forcipomyia leei
Forcipomyia leei är en tvåvingeart som beskrevs av Wirth och Ratanaworabhan 1978. Forcipomyia leei ingår i släktet Forcipomyia och familjen svidknott. Inga underarter finns listade i Catalogue of Life.